# Lijst van heren en vrouwen van Asten
Asten vormde in bestuurlijk opzicht tot 1795 een heerlijkheid, waarvan de oorsprong in de 13e eeuw ligt, toen de aan macht winnende hertogen van Brabant hun territoriale macht aan leenmannen gingen belenen.

## Ontstaan en ontwikkeling
De heren en vrouwen van Asten bewoonden sedert 1389 het Kasteel Asten. De oudste heren stammen uit de adellijke familie Van Cuijk. Andere bekende adellijke families die gedurende enige tijd het bezit van de heerlijkheid hadden waren de families Brederode en Merode. Diverse leden van deze families hebben, ten goede of ten kwade, een rol gespeeld die de regionale betekenis oversteeg.
Daar tussendoor zijn er periodes geweest waarbij het bezit van de heerlijkheid in andere handen overging door koop en verkoop, hetgeen herhaaldelijk kon geschieden. Soms was het eigendom ook over diverse personen verdeeld. Vooral gedurende het tijdvak ná Bernard van Merode, toen ook de betekenis van de heer geleidelijk erodeerde, zijn er veel transacties geweest en is de namenlijst verre van volledig.
Vervalste oorkonden hebben de identificatie van de heren van Asten ook gecompliceerd gemaakt. Zo waren Willem de Roover en Willem van Stakenborg in de 13e eeuw geen heren van Asten. Sterker nog, deze personen bestonden vermoedelijk niet eens.

## Verval en restauratie
Na deze verwarrende periode die nog onderstreept werd door de afschaffing van de heerlijke rechten in 1798 werd het kasteel verlaten in 1892 en kwam de familie er alleen nog om te jagen. Daardoor trad definitief verval van het kasteel in. Het kasteel werd blootgesteld aan de vernielzucht van de plaatselijke jeugd, waarna anderen volgden die de bruikbare materialen uit het kasteel sloopten. Omstreeks 1930 restte er van het kasteel weinig meer dan de traptoren bij de noordvleugel.
Frans van Hövell tot Westerflier heeft het kasteel toen gekocht en een restauratie doorgevoerd in 1938 met het doel om er te gaan wonen. Begin 1941 werd de noordvleugel compleet opgeleverd. Een dochter van Clemens, Elisabeth van Hövell, getrouwd met jonkheer Alexander van der Heijden van Doornenburg namen 15 maanden hun intrek in het kasteel. Het kasteel werd echter alsnog verwoest door oorlogsgeweld. Na de bevrijding op 24 september 1944 brak op 5 oktober 1944 namelijk een Duitse patrouille door de linie. Zij beschoten het kasteel met fosforgranaten. Het kasteel brandde af door de nonchalante Amerikaanse bewaking en de brandweer die niet tijdig ter plaatse was. 
Sedert 1984 ijvert de Stichting Behoud Kasteelerfgoed Asten voor het behoud van dit erfgoed. 

## Lijst van eigenaren
De volgende personen zijn heer of vrouwe van Asten geweest.
- Het eerste kasteel van Asten was huis Ten Perre en was gelegen ergens in of bij het dorp. De heren en vrouwen verbleven er zelden.

1. omstreeks 1221: Albert van Cuijk (1170 † 1233)
2. tot 1240: Willem van Cuijk
3. omstreeks 1282: Arnold van Cuijk
4. omstreeks 1306: Willem van Cuijk
5. voor 1308: Jan I van Cuijk
6. voor 1319: Jan II van Cuijk
7. voor 1350: Otto van Cuijk
8. 1350-1357: Jan III van Cuijk
9. 1357-1362: Jan IV van Cuijk
10. 1362-1364: Jan IV van Cuijk en Pieter Couterel
11. 1364-1371: Hendrik van Cuijk (1320 † 1371) x Gertrudis Couterel, dochter van Pieter
12. 1371-1380: Jan IV van Hoogstraten
13. 1380-1389: Ricout de Cock en Gerard van Berkel
14. 1389-1396: Gerard van Berkel
15. 1396-1411: Dirk de Rover en Gerard van Berkel

- Gerard van Berkel verplaatst het bestuurscentrum naar een versterkte boerderij op de locatie van het latere kasteel. Aanvankelijk verbleven ook hier de heren en vrouwen er zelden.

1. 1411-1417: Gerard van Berkel
2. 1417-1432: Goossen van Berkel
3. 1432-1457: Gerard van der Aa
4. 1457-1471: Johanna van der Leck
5. 1471-1476: Pieter van Vertaing
6. 1476-1496: Berthout Back
7. 1496-1508: Jan Back van Asten
8. 1508-1509: Otto Back van Asten
9. 1509-1535: Adriana Back van Asten
10. 1535-1584: Reinoud IV van Brederode-Cloetingen
11. 1584-1591: Maximiliaan van Brederode
12. 1591-1592: Wolfert van Brederode
13. 1592-1634: Catharina van Brederode (1570 † 1634)

- Onder Catharina van Brederode en Bernard van Merode wordt het gebouw opgewaardeerd tot renaissance-kasteel en voortaan verblijven de heren en vrouwen wel er zelf.

1. 1634-1640: Bernard van Merode (1570 † 1640) via huwelijk met Catharina
2. 1640-1644: Johan de Salm van Malgré, luitenant-kolonel in het Spaanse leger, gehuwd met Agnes van Merode
3. 1646-1656: Willem van Oetelaar, geboren in Sint-Oedenrode, tweede echtgenoot van Agnes van Merode
4. 1656-1705: Everard van Doerne, door koop
5. 1705-1716: Anna Katharina Constantia van Boecop
6. 1716-1720: Anna Wilhelmina van Doerne weduwe van Gerard
7. 1720-1722: Johannes Christophorus de Bertholf Ruyff de Belven
8. 1735-1738: Pieter Valkenier,
9. 1738-1754: Bregje van Ghesel
10. 1754-1790: Cornelis van Hombroek (1709 † 1787) en Jan van Nievervaart
11. 1790-1811: Antonia Papegaaij (1719 † 1811), Cornelis van Nievervaart en Martinus van Nievervaart

- In 1798 werden de heerlijke rechten afgeschaft. Alleen het jachtrecht en het tiendrecht bleef in Asten nog enige tijd bestaan. De onderstaande personen waren dus geen heer of vrouwe van Asten meer, wel de eigenaren van het kasteel en belanghebbenden van de overgebleven rechten.

1. 1811-1822: Dirk Cornelisz. Vos
2. 1822-1836: Cornelis Dupper en Leendert Dupper
3. 1836-1856: Willem Francis Guljé, door koop
4. 1856-1892: Joannes Amandus Guljé

- In 1862 wordt in Asten de tiendcommissie opgericht met als doel de tienden af te kopen. Joannes Armandus Guljé gaat uiteindelijk akkoord met 44.000 gulden voor zijn aandeel in het tiendrecht. Uit ongenoegen over de laagte van het afkoopbedrag verlaat hij Asten en blijft het kasteel geruime tijd onbewoond en onbeheerd. Het gebouw vervalt uiteindelijk tot ruïne.

1. 1892-1896: Maria Judith Guljé, gehuwd met Petrus Boreel de Mauregnault.(1892-1896)
2. 1896-1911: Rafaëla Maria Boreel de Mauregnault, x Frans Ernst Alexander van Hövell tot Westerflier
3. 1911-1917: Frans Ernst Alexander van Hövell tot Westervlier
4. 1917-1949: Clemens Ernest Alexander van Hövell tot Westervlier en Alexander Eduard Hubert van Hövell tot Westerflier

- Het kasteel wordt eind jaren 30 gerestaureerd en vervalt door brand in 1944 weer tot ruïne.

1. 1949-1956: Clemens Ernest Alexander van Hövell tot Westervlier en Wezeveld
2. 1956-1981: Clemens Frans Marie van Hövell tot Westervlier en Wezeveld
3. 1981-1984: Marie Josèphe Brigitte d'Espinay Saint-Luc

## Externe bron
- Stichting Geschiedschrijving Asten, 1994, Geschiedenis van de heerlijkheid Asten.
- Heemkundekring de Vonder